# 2020 год в авиации
Список событий в авиации в 2020 году.

## События
- 25 января — состоялся первый полет новейшего широкофюзеляжного дальнемагистрального авиалайнера Boeing 777Х производства компании Boeing[источник не указан 1087 дней].
- 27 марта — из-за пандемии COVID-19[англ.], российские авиакомпании прекратили полёты за рубеж из российских аэропортов, за исключением рейсов для вывоза российских граждан и отдельных случаев по решениям правительства[1].
- 2 июня — окончательное прекращение эксплуатации пассажирского самолёта MD-90
- 22 июля — первый полёт модифицированного вертолёта Ми-8АМТШ-ВН.[2]
- 23 августа — первый полёт модифицированного турбовинтового стратегического бомбардировщика-ракетоносца Ту-95МСМ.[3]
- 28 октября — состоялся последний гражданский рейс ТУ-154 в России. Борт компании «Алроса» доставил 140 пассажиров из якутского города Мирный в Новосибирск[4].
- 14 декабря — состоялся первый полёт российского самолёта МС-21 с двигателями ПД-14[5].
- 29 декабря — возобновление регулярных рейсов Boeing 737 MAX в США после запрета на полёты в марте 2019 года из-за двух авиакатастроф[6].

## Катастрофы
- 8 января — Boeing 737-800 авиакомпании «Международные авиалинии Украины» (МАУ), выполнявший международный рейс PS752 из Тегерана в Киев, был сбит двумя ракетами «земля—воздух», выпущенными с военных баз КСИР (ВС Ирана). На борту этого самолёта находились 176 человек — 167 пассажиров и 9 членов экипажа, все они погибли[7].

- 5 февраля — Boeing 737-800 авиакомпании «Pegasus Airlines», выполнявший внутренний рейс PC2193 из Измира в Стамбул, совершил жёсткую посадку в аэропорту прилёта, выкатился за пределы взлётно-посадочной полосы и упал с обрыва. От удара самолёт разрушился на 3 части и загорелся. На его борту находились 183 человека — 177 пассажиров и 6 членов экипажа, из них погибли 3 человека.[источник не указан 1087 дней]

- 22 мая — Airbus A320 авиакомпании Pakistan International Airlines, выполнявший рейс PK8303 из Лахора в Карачи, разбился при посадке из-за того, что экипаж отвлёкся на разговоры и забыл выпустить шасси. При посадке самолёт задел двигателями полосу и ушёл на второй круг. Упал на жилой район. Погибли 97 из 99 человек на борту, а также 1 человек на земле[источник не указан 1087 дней].

- 7 августа — Boeing 737 выкатился за пределы ВПП в Кожикоде (Индия) и рухнул в ущелье. Погибли от 18 до 21 человека из 190 на борту[источник не указан 1087 дней].